# 弗朗西斯·培根
弗朗西斯·培根（英語：Francis Bacon，1561年1月22日—1626年4月9日），第一代圣奥尔本子爵及第一代韦鲁勒姆男爵，英国文艺复兴时期哲学家、政要、科學家、法學家、演說家和散文作家，被认为是经验主义哲学的创始人。卡尔·马克思亦称其为“英国唯物主义和整个现代实验科学的真正始祖”。

## 生平
1561年1月22日，弗朗西斯·培根出生于伦敦一个高級官員家庭。他的父亲尼古拉·培根爵士担任过伊丽莎白女王的国玺大臣。培根是父親第二位妻子的最小的兒子。他的母亲是文艺复兴时代的一个博学多才的贵族妇女，其母的妹夫是伊丽莎白女王的重臣伯利勋爵。有了这种家庭背景和社会关系，再加上才华出众，培根很早就有了出入宫廷的机会。早在孩提时代，他就被伊丽莎白女王称为“我的小掌玺大臣”。
雄心勃勃的培根，很希望得到谋取功名利禄的終南捷径。他十二歲入讀剑桥大学三一學院，攻讀神學、形而上学，同時学習邏輯、數学、天文学、希臘文和拉丁文。他对当时大学的教育体制和主宰学术研究的亚里士多德哲学体系十分反感，1576年从剑桥大学毕业，他与英国驻法国大使一道，前往巴黎，他在那儿担任英国驻法使馆的外交事务秘书，并在巴黎学习统计学和外交。1579年因父病逝辞职回英国。1593年，他当选为下议院议员。1617年，詹姆斯一世赴蘇格蘭期間，出任掌玺大臣（Lord Keeper，或謂臨時攝政 Temporary Regent），1618年，他担任詹姆斯一世手下的大法官（Lord Chancellor），并被授予维鲁拉姆男爵的称号，1621年晋爵为圣阿尔本子爵。
晚年因受贿案而被判有罪，國會指控培根身为大法官，卻接受當事人的禮物（當時英國政府不負責法院的費用，因此法官普遍收禮來支付法院的開支），當時國會正在攻击国王在专利权發放的問題上圖利私人，培根因身為大法官而出审此案，但由于他與国王的同一陣線，也遭到國會的指控與攻擊，培根為了保護國王，只好全部認罪，培根被裁罰四萬英鎊，罷免一切官位，從此一生不得擔任公職，並禁錮於倫敦塔，等候發落。罰款後來由國王支付。
得到了国王的赦免後，他唯有閉門著書，生活頗為凄涼，卻在學術上卓有成就，於一個寒冷的風雪中做用「白雪保存食物」（當時購買了一隻雞）實驗，而感染風寒，肺炎一病不起，終於喪命，卒於1626年4月9日。培根死后，亨利·沃登爵士为他题写了墓志铭：
圣阿尔本子爵
如用更煊赫的头衔应
称之为“科学之光”、“法律之舌”

## 思想及其貢獻

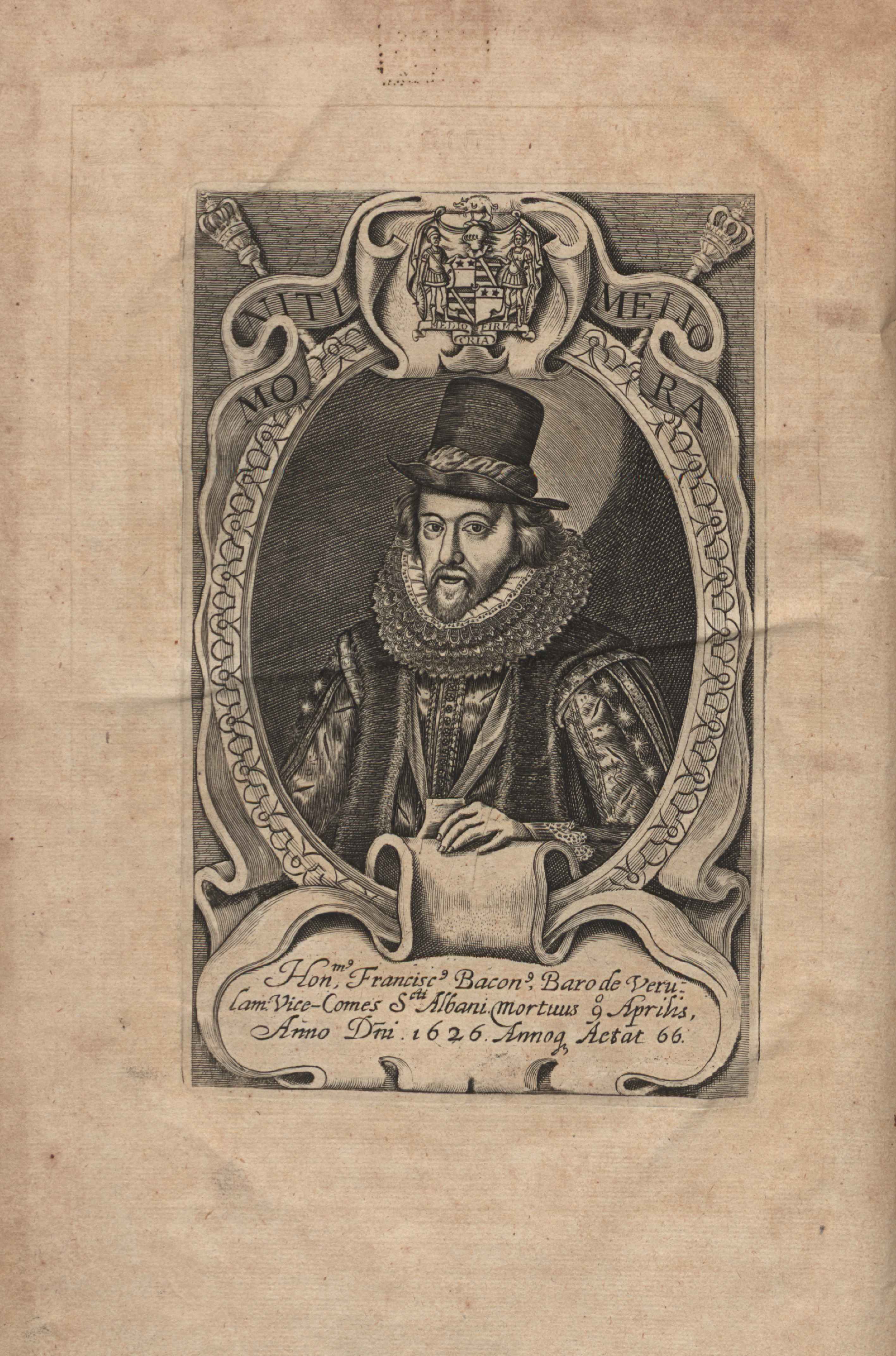
培根, 《木林集(Sylva sylvarum)》

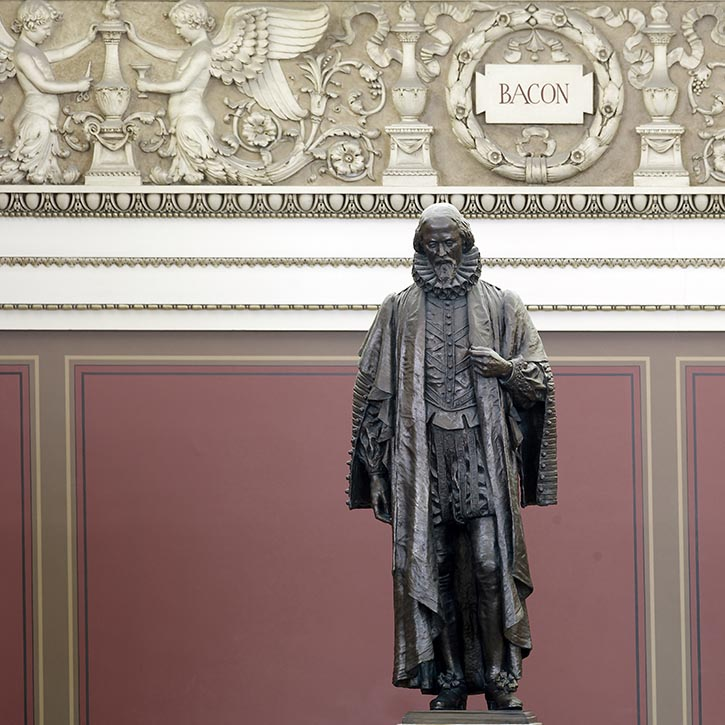
美国国会图书馆中培根的雕像

培根是第一個意识到科學及其方法論的历史意义以及它在人类生活中可能扮演的角色的人。他試图通过分析和确定科学的一般方法和表明其应用方式，给予新科学运动以发展的动力和方向。
培根是一位哲学家。他一开始就探索实验方法的各种可能性，他说他要做科学上的哥伦布。1605年他出版了第一本书《学术的进展》，这是解释他的见解的最早的一部通俗读物。
1620年，他主要的著作《学术的伟大复兴(The Great Instauration)出版了一部分，这部书到他死时还没有写完。培根把此书分为六个部分。
1. 导论，即《学术的进展》。
2. 《新工具论》主要是对科学方法的分析，是书中最完整的部分。
3. 原定是关于工匠学问和实验事实的百科全书。
4. 第四部分没有找到，主要论述怎样运用新方法来分析事实。
5. 讨论过去和现在的科学理论。
6. 论述新自然哲学，把从各方面的事实提炼出来的假说和现有的科学理论最后加以综合。

这部书培根只写到了第二部分。但是他对十七世纪英国和十八世纪法国影响都极大。在这部著作里他提出了以观察和实验为基础的科学认识理论，作为归纳法理论逐渐为人所知。
培根认为对自然的科学理解和技术控制是相辅相成，两者都是运用科学方法的成果。培根对印刷、火药和罗盘的发明非常重视。他以这三种发明为例，证明近代人比古希腊人的知识高明得多。培根说：
「因此促进科学和技术发展的新科学方法，首先要求的就是去寻找新的原理、新的操作程序和新的事实。这类原理和事实可在技术知识中找到，也可在实验科学中找到。当我们理解了这些原理和知识以后，它们就会导致技术上和科学上的新应用。」
培根请求詹姆斯一世颁布命令去搜集各种方面的知识。他认为把大量事实搜集起来是他的方法的首要要求，只要有一部篇幅六倍于老普林尼的《自然史》那样的百科全书，他就可以解释自然界的所有现象。
培根的科学方法观是以实验定性和归纳为主。他对科学方法上使用的数学和演绎法采取不信任态度。培根只是在他提倡的方法上有他的独创之见，但这些独创之见也没有立即得到应用。到十九世纪由于地质学和生物学中进化论的发展，培根的定性－归纳方法才受到人们的重视。
在评价培根的方法论時，马克思曾說：
「科学是实验的科学，科学的方法就在于用理性的方法去整理感性材料，归纳、分析、比较、观察和实验是理性方法和重要条件。」
在应用科学方面，培根感兴趣的主要是工匠的技术和工业生产过程，因而他被称作“工业科学的哲学家”。
培根还是一位散文家。他在1624年出版的《论说文集》 , 文笔非常优美，是值得一读的佳作。其中有很多名句：
- 读史使人明智，读诗使人灵秀，数学使人周密，物理学使人深刻，伦理学使人庄重，逻辑修辞之学使人善辩；凡有所学，皆成性格。
- 真理是时间之產物，而不是权威之產物。
- 合理安排时间就是节约时间。

短语“ scientia potentia est ”（或“ 科学就是力量 ”），意思是“ 知识就是力量 ”，这一概念便由培根提出。

## 著作
- 《学术的进展》，1605年
- 《新工具论》，1620年
- 《论说文集》，1597年第一版
- 《亨利七世的治理史》
- 《论事物的本性》
- 《迷宫的线索》
- 《各家哲学的批判》
- 《自然界的大事》
- 《论人类的知识》
- 《培根人生論》

### 間接參考資料
- Fowler, Thomas. . Stephen, Leslie  (编).  2. London: Smith, Elder & Co: 328–60. 1885.

### 原始參考資料
- Bacon, Francis. The Essays and Counsels, Civil and Moral of Francis Bacon: all 3 volumes in a single file. B&R Samizdat Express, 2014.
- Andreae, Johann Valentin. . Description of the Republic of Christianopolis. 1619.
- Spedding, James; Ellis, Robert Leslie; Heath, Douglas Denon. . London. 1857–1874  [2017-07-29]. （原始内容存档于2021-11-15）.

其他來源:
- 本条目包含来自公有领域出版物的文本: Adamson, Robert; Mitchell, John Malcolm. . Chisholm, Hugh  (编).  3 (第11版). London: Cambridge University Press: 135–152. 1911.

## 延伸閱讀
- Farrell, John. . . Cornell University Press. 2006. ISBN 978-0801474064.
- Farrington, Benjamin. . University of Chicago Press. 1964. Contains English translations of
  - Temporis Partus Masculus
  - Cogitata et Visa
  - Redargutio Philosophiarum
- Heese, Mary. . Vickers, Brian  (编). . Hamden, CT: Archon Books. 1968: 114–39.
- Lewis, Rhodri. "Francis Bacon and Ingenuity." Renaissance Quarterly 67.1 (2014): 113–163. in JSTOR （页面存档备份，存于）
- Roselle, Daniel; Young, Anne P. . . 1981.[需要完整来源]
- Rossi, Paolo. . Taylor & Francis. 1978.
- Serjeantson, Richard. "Francis Bacon and the 'Interpretation of Nature' in the Late Renaissance," Isis (Dec 2014) 105#4 pp: 681–705.

## 外部連接
- Francis Bacon的作品  - 古騰堡計劃
- 互联网档案馆中弗朗西斯·培根的作品或与之相关的作品
- 來自弗朗西斯·培根的LibriVox公共領域有聲讀物
- . 英国国家档案馆.
- Contains the New Organon, slightly modified for easier reading （页面存档备份，存于）
- Lord Macaulay's essay Lord Bacon (Edinburgh Review, 1837)  （页面存档备份，存于）
- Francis Bacon of Verulam. Realistic Philosophy and its Age by Kuno Fischer, translated from the German by John Oxenford London 1857
- Bacon by Thomas Fowler (1881) public domain at Internet Archive
- The Francis Bacon Society
- English translation of Hugo von Hofmannsthal's fictional The Lord Chandos Letter, addressed to Bacon （页面存档备份，存于）
- The George Fabyan Collection （页面存档备份，存于） at the Library of Congress is rich in the works of Francis Bacon.